# Карцаг
Карца́г, Карсак (венг. Karcag, старое название — венг. Kardszag) — город в медье Яс-Надькун-Сольнок, в Венгрии, в двухстах километрах от Будапешта. Название Карсак происходит от тюркского кари — старый/древний, сак — саки (скифский народ). Карцаг считается столицей венгерской Кипчакии.

## История
В 1239 году кипчаки пересекли границу Венгерского королевства и стали частью его населения. Этими десятью племенами кипчаков правил хан Котян. Десять племен — «он огр»; предположительно, отсюда пошло название нации — венгры. Хотя сами себя они называют мадьяры — этимологический термин, который тоже имеет тюркские корни. Восемь веков назад кипчаки хана Котяна были приняты на службу венгерским королем Белой IV и составили элиту его конного войска. В Венгрии этих выходцев Великой степи называли кунами. В течение нескольких веков кипчаки сохраняли свою самобытность и язык. Память об этом сохранена в исторических районах Венгрии — Надькуншаг и Кишкуншаг (Большая и Малая Кипчакия).
В Карцаге находится памятник журналисту и адвокату Лайошу Кошуту, который в 1848 году возглавил восстание венгров за независимость против Австрийской империи.

## Население
| Год  | Численность | Численность |
| ---- | ----------- | ----------- |
| 2013 | 20 523      | [ 3 ]       |
| 2014 | 20 380      | [ 4 ]       |
| 2022 | 19 353      | [ 5 ]       |
| 2023 | 18 495      | [ 6 ]       |
| 2024 | 18 270      | [ 1 ]       |

## Города-побратимы
- Кристуру-Секуеск, Румыния
- Лонго, Франция (6 июня 2004)
- Шварцхайде, Германия